# Michael Meacher

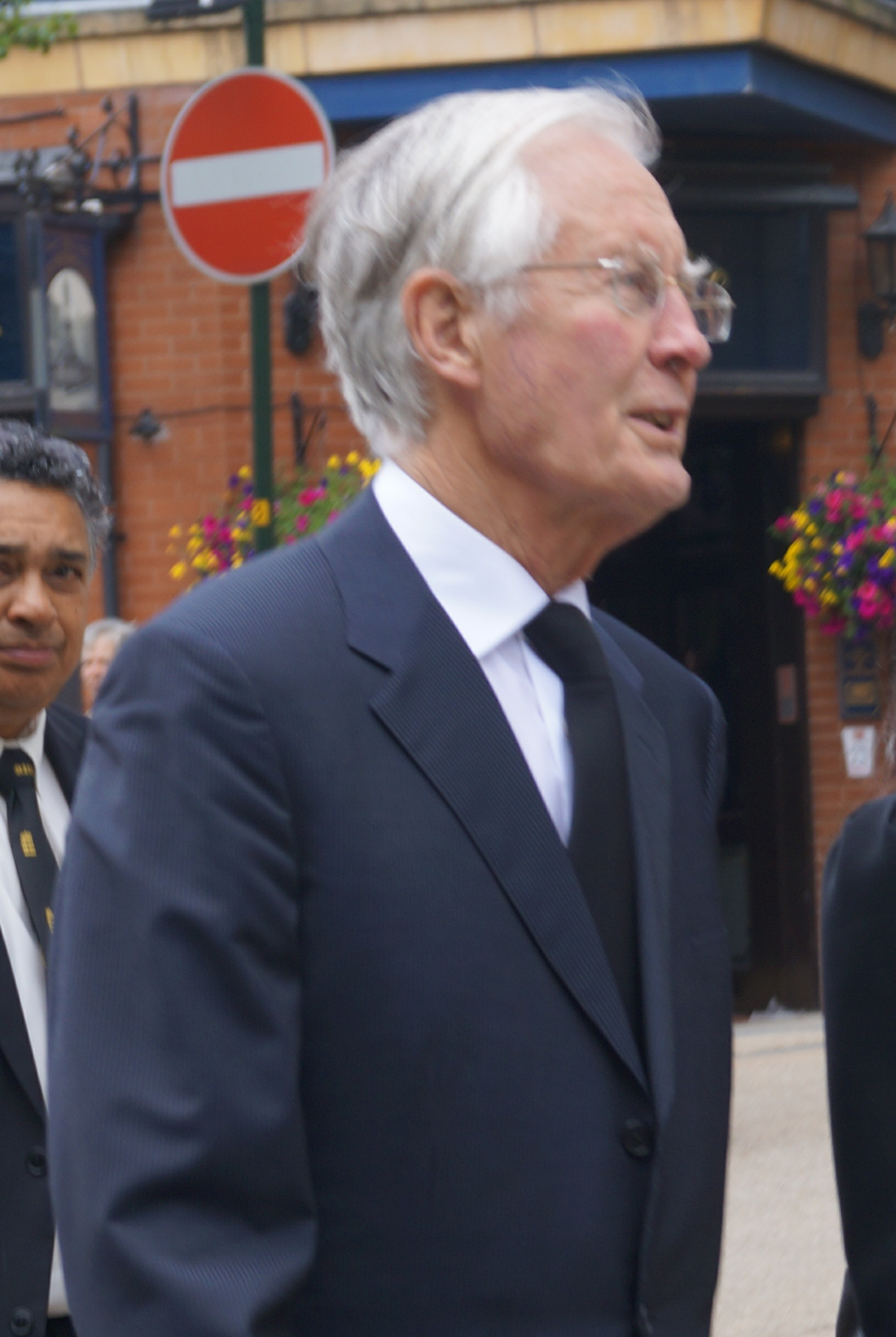
Meacher in 2014

Michael Hugh Meacher (Hemel Hempstead (Hertfordshire), 4 november 1939 – 21 oktober 2015) was een Britse parlementariër voor Oldham.

## Loopbaan
Sinds 1960 was Meacher lid van de Labour partij.
In de regering van Tony Blair was hij tot 2003 'junior Minister' voor het ministerie van Milieu, Voedsel en Plattelandszaken (Department for Environment, Food and Rural Affairs). Sindsdien bekritiseerde hij de regering van Blair op onder andere de oorlog tegen Irak en genetisch gemanipuleerd voedsel. In het Nederlandse tv-programma Zembla uitte hij sterke twijfels bij de officieel aanvaarde toedracht van de meervoudige aanslagen in New York en omstreken op 11 september 2001.
Michael Meacher overleed in 2015 op 75-jarige leeftijd.